# جوليانو تاديو أراندا
جوليانو تاديو أراندا (بالبرتغالية: Giuliano Tadeu Aranda‏) (21 فبراير 1974 في سانت أندري في البرازيل – )؛ هو لاعب كرة قدم سابق كان يلعب كمهاجم.

## وصلات خارجية
- جوليانو تاديو أراندا على موقع رابطة كرة القدم اليابانية للمحترفين (اليابانية)
- جوليانو تاديو أراندا على موقع قاعدة بيانات كرة القدم.إي يو (الإنجليزية)
- جوليانو تاديو أراندا على موقع عالم كرة القدم.نت (الإنجليزية)